# Wereldkampioenschap schaatsen allround kwalificatie 2004 (Noord-Amerika & Oceanië)
De zesde editie van de Continentale kampioenschappen schaatsen voor Noord-Amerika & Oceanië werden gehouden op 17 en 18 januari 2004 in de Olympic Oval te Calgary, Canada.
Vanaf de editie van 1999 was het aantal deelnemers aan het WK Allround door de ISU op 24 deelnemers vastgesteld. De startplaatsen werd voortaan per continent verdeeld. Voor Europa werd het EK allround tevens het kwalificatietoernooi voor het WK allround. Voor Azië en Noord-Amerika & Oceanië waren er door de ISU in 1999 speciaal kwalificatietoernooien voor georganiseerd.
In 2004 namen er uit Noord-Amerika acht mannen en zeven vrouwen deel aan het WK allround. De Noord-Amerikaanse vrouwen hadden op het WK van 2003 ook acht startplaatsen bij de vrouwen afgedwongen (twee vast plus zes plaatsen bij de eerste zestien), maar Canada vaardige slechts drie vrouwen af.
| zaterdag 17 januari                                                     | zondag 18 januari                                                           |
| ----------------------------------------------------------------------- | --------------------------------------------------------------------------- |
| 500 meter vrouwen 3000 meter vrouwen 500 meter mannen 5000 meter mannen | 1500 meter vrouwen 5000 meter vrouwen 1500 meter mannen 10.000 meter mannen |

## Mannentoernooi
Er namen, net als in 2003, veertien mannen aan deze editie deel. Zes uit Canada en zes uit de Verenigde Staten en voor de tweede keer nam er een deelnemer uit Australië (Richard Goerlitz, die dit jaar op de twaalfde plaats eindigde) en uit Mexico (Eric Kraan, niet geklasseerd omdat hij op de derde afstand niet startte), deel aan de kwalificatie. De Amerikaan Shani Davis werd voor de tweede keer winnaar van dit "Continentaal Kampioenschap". De Amerikaanse top vier van dit klassement nam ook deel aan het WK Allround. De als vijfde geëindigde Amerikaan Chris Callis viel als vijfde Amerikaan af als deelnemer aan het WK Allround vanwege het maximum van vier deelnemers per land. De als zevende geëindigde Canadees Justin Warsylewicz nam niet aan het WK Allround deel en zijn plaats werd door Steven Elm (negende op dit toernooi) ingenomen. De Amerikaan Chad Hedrick werd wereldkampioen en Shani Davis tweede op het WK Allround. Ook KC Boutiette en Derek Parra voegden zich bij de laatste twaalf.

### Eindklassement
| Rang   | Schaatser          | Land             | Punten  | 500m       | 5000m        | 1500m        | 10.000m       |
| ------ | ------------------ | ---------------- | ------- | ---------- | ------------ | ------------ | ------------- |
| Goud   | Shani Davis        | Verenigde Staten | 152,384 | 36,44 (2)  | 6.34,58 (3)  | 1.46,18 (1)  | 13.41,87 (2)  |
| Zilver | KC Boutiette       | Verenigde Staten | 153,731 | 36,50 (3)  | 6.32,48 (1)  | 1.48,51 (4)  | 13.56,26 (3)  |
| Brons  | Chad Hedrick       | Verenigde Staten | 154,335 | 37,18 (6)  | 6.34,63 (4)  | 1.49,80 (8)  | 13.41,85 (1)  |
| 4      | Derek Parra        | Verenigde Staten | 154,728 | 36,86 (4)  | 6.39,91 (6)  | 1.47,97 (2)  | 13.57,75 (4)  |
| 5      | Chris Callis       | Verenigde Staten | 155,665 | 36,34 (1)  | 6.47,49 (8)  | 1.48,06 (3)  | 14.11,92 (7)  |
| 6      | Arne Dankers       | Canada           | 156,009 | 38,51 (13) | 6.32,57 (2)  | 1.48,83 (6)  | 13.59,33 (5)  |
| 7      | Justin Warsylewicz | Canada           | 156,667 | 37,96 (11) | 6.36,54 (5)  | 1.50,93 (10) | 14.01,56 (6)  |
| 8      | Jay Morrison       | Canada           | 157,390 | 37,04 (5)  | 6.48,92 (9)  | 1.48,58 (5)  | 14.25,30 (9)  |
| 9      | Steven Elm         | Canada           | 157,684 | 37,26 (7)  | 6.49,99 (10) | 1.49,79 (7)  | 14.16,58 (8)  |
| 10     | Jamie Ivey         | Canada           | 158,297 | 37,45 (9)  | 6.46,66 (7)  | 1.50,36 (9)  | 14.27,91 (10) |
| 11     | Jason-Clay Mull    | Verenigde Staten | 159,594 | 37,61 (10) | 6.54,60 (11) | 1.51,03 (11) | 14.30,29 (11) |
| 12     | Richard Goerlitz   | Australië        | 168,196 | 38,00 (12) | 7.20,20 (13) | 1.55,51 (12) | 15.53,46 (12) |
| -      | Dustin Molicki     | Canada           | 80,773  | 37,37 (8)  | 7.14,03 (12) | ns           | -             |
| -      | Eric Kraan         | Mexico           | 92,148  | 42,34 (14) | 8.18,38 (14) | ns           | -             |

Vet gezet is kampioenschapsrecord

## Vrouwentoernooi
Er namen twaalf vrouwen aan deze zesde editie mee. Zes uit Canada en zes uit de Verenigde Staten. De Canadese Kristina Groves werd voor de tweede keer winnares van dit "Continentaal Kampioenschap". De top vier van dit klassement nam ook deel aan het WK Allround. De als vijfde geëindigde Canadese Tiffany Hughes moest haar plaats afstaan aan Tara Risling die op dit toernooi op de 3000m en 1500m gediskwalificeerd werd. De als achtste geëindigde Amerikaanse Kristine Holzer moest haar plaats afstaan aan landgenote Jennifer Rodriguez die niet aan dit toernooi deelnam. Jennifer Rodriguez werd met de vierde plaats de hoogst geklasseerde Noord-Amerikaanse op het WK Allround.

### Eindklassement
| Rang   | Schaatsster      | Land             | Punten  | 500m       | 3000m        | 1500m        | 5000m       |
| ------ | ---------------- | ---------------- | ------- | ---------- | ------------ | ------------ | ----------- |
| Goud   | Kristina Groves  | Canada           | 164,675 | 40,76 (4)  | 4.10,14 (2)  | 1.58,74 (1)  | 7.09,19 (2) |
| Zilver | Clara Hughes     | Canada           | 165,836 | 42,01 (10) | 4.09,24 (1)  | 2.00,66 (2)  | 7.03,98 (1) |
| Brons  | Catherine Raney  | Verenigde Staten | 168,012 | 41,81 (8)  | 4.11,78 (3)  | 2.01,75 (3)  | 7.20,46 (3) |
| 4      | Maria Lamb       | Verenigde Staten | 170,087 | 41,06 (6)  | 4.18,39 (5)  | 2.03,84 (8)  | 7.30,50 (4) |
| 5      | Tiffany Hughes   | Canada           | 171,031 | 40,68 (3)  | 4.22,70 (8)  | 2.02,44 (5)  | 7.40,55 (7) |
| 6      | Sarah Elliott    | Verenigde Staten | 171,193 | 40,58 (1)  | 4.21,56 (7)  | 2.02,49 (6)  | 7.44,57 (8) |
| 7      | Michèle d'Amours | Canada           | 172,474 | 41,88 (9)  | 4.23,14 (9)  | 2.04,36 (9)  | 7.34,91 (6) |
| 8      | Kristine Holzer  | Verenigde Staten | 173,832 | 43,46 (12) | 4.21,02 (6)  | 2.05,80 (10) | 7.32,53 (5) |
| 9      | Eva Rodansky     | Verenigde Staten | 174,141 | 40,99 (5)  | 4.32,89 (11) | 2.03,40 (7)  | 7.48,33 (9) |
| -      | Cindy Overland   | Canada           | 123,682 | 40,66 (2)  | 4.16,76 (4)  | 2.01,84 (4)  | ns          |
| -      | Katie Krall      | Verenigde Staten | 130,515 | 43,15 (11) | 4.28,35 (10) | 2.08,27 (11) | ns          |
| -      | Tara Risling     | Canada           | 41,800  | 41,80 (7)  | diskw.       | diskw.       | -           |